# Clara Fuentes Monasterio
Clara Sarahy Fuentes Monasterio (Caracas, 12 de agosto de 1997) es una deportista venezolana que compite en levantamiento de potencia adaptado.
Ganó una medalla de bronce en los Juegos Paralímpicos de Tokio 2020 en la categoría de –41 kg. En los Juegos Parapanamericanos de 2019 obtuvo una medalla de bronce.
Además, consiguió una medalla de plata en el Campeonato Mundial de Levantamiento de Potencia Adaptado de 2021.

## Palmarés internacional
| Juegos Paralímpicos      | Juegos Paralímpicos | Juegos Paralímpicos | Juegos Paralímpicos |
| Año                      | Lugar               | Medalla             | Categoría           |
| ------------------------ | ------------------- | ------------------- | ------------------- |
| 2024                     | París (Francia)     | Medalla de oro      | 50 kg               |
| 2020                     | Tokio (Japón)       | Medalla de bronce   | –41 kg              |
| Campeonato Mundial       |                     |                     |                     |
| Año                      | Lugar               | Medalla             | Categoría           |
| 2021                     | Tiflis (Georgia)    | Medalla de plata    | –41 kg              |
| Juegos Parapanamericanos |                     |                     |                     |
| Año                      | Lugar               | Medalla             | Categoría           |
| 2019                     | Lima (Perú)         | Medalla de bronce   | –41 kg              |